# Тютюневи складове на Портокалоглу
Тютюневи складове на Портокалоглу (на гръцки: Καπναποθήκη Πορτοκάλογλου) е емблематична индустриална сграда в македонския град Драма, Гърция.
Складовете, дело на австриеца Конрад фон Вилас, са голяма, впечатляваща сграда, разположена на улица „Пердикас“, една от най-важните оцелели индустриални сгради в града. Складовете имат пет етажа – мазе, приземен етаж и три горни етажа. Сградата е с формата на U, етажите са разделени от хоризонтални ленти, а централната фасада е интересно от архитектурна и естетическа гледна точка издадена напред пред страничните две. Фасадите и централната врата показват влияние от Централна Европа и от ар нуво. Във вътрешността са запазени машините, стълбището с желязната му балюстрада, водещо към втория етаж с офисите.
Сградата е собственост на драмската община и в нея от 2007 година се провеждат част от мероприятията на ежегодния Фестивал на късометражния филм.